# Église des Trois-Hiérarques d'Iași
Pour les articles homonymes, voir Trois Hiérarques (homonymie).
L’église des Trois-Hiérarques est une église du monastère orthodoxe de Iași.
Érigée dans les années 1637-1641. Elle a été consacrée en 1641 lorsque les reliques du saint patron du deuxième empire bulgare - Parascheva des Balkans - y ont été transférées. Les reliques ont été achetées à Basile le Loup, qui couvre les dettes du Patriarcat de Constantinople.
L'église a été érigée en l'honneur du Concile d'Iași, le plus important concile orthodoxe dont le symbole de la foi est confirmé et une confession de foi est faite. Certaines erreurs doctrinales des protestants ont été condamnées au concile.
Auparavant, en 1638, le Bosphore était submergé par les janissaires Cyrille Loukaris après la dénonciation des jésuites (Poena cullei). Les décisions du concile ont été réaffirmées sur le Saint-Sépulcre au Concile de Jérusalem (1672).